# Parque nacional Tomorr
El parque nacional Tomorr (en albanés: Parku Kombëtar i Tomorrit) es un parque nacional que se encuentra en el sur de Albania, ubicado en la parte central y superior del macizo de Tomorr, que abarca un área de 247,23 km² (95,46 millas cuadradas). El parque cubre un territorio de 23,444 ha (57,930 acres). 23,444 ha (57,930 acres) se encuentran dentro del condado de Berat y solo 1,278 ha (3,160 acres) dentro del condado de Elbasan.
El parque fue establecido en 1956 y se considera una de las áreas protegidas más importantes para el mantenimiento de la biodiversidad del ecosistema de montaña y la integridad del ecosistema a nivel nacional. El parque ha sido reconocido como un Área Importante para las Plantas de importancia internacional por Plantlife.
Tomorr es un anticlinal compuesto de calizas y karst. La montaña es uno de los puntos naturales más altos del sur de Albania y se eleva entre los valles de los ríos Osum y Tomorrica en el este cerca de Berat. 
El parque se encuentra en bosques mixtos  de las montañas Pindus, ecorregión terrestre de los bosques de matorrales mediterráneos del Paleártico. Su variada geología y topografía han resultado en una diversidad única de flora y fauna.
Los bosques del Parque Nacional Tomorr están compuestos por diversas especies de árboles caducifolios y coníferas y una gran variedad de flores. Abundan en especies como el haya europea, pino bosnio, avellano turco, linaria, gran genciana amarilla, azafrán de otoño, serbal blanco, muérdago europeo, centaura y muchos otros. Numerosas especies de mamíferos grandes como lobos, zorros, jabalíes, corzos, cabras montesas, conejos, águilas reales, lechuzas y gavilanes se pueden encontrar dentro del parque nacional.
Las características destacadas dentro del parque nacional incluyen el cañón de Osum, el río Osum y el macizo de Tomorr, que es también un sitio sagrado de los cristianos y bekatshis.